# 凱瑟琳·科爾特斯·馬斯托
凱瑟琳·瑪麗·科爾特斯·馬斯托（英語：Catherine Marie Cortez Masto；1964年3月29日—），是一名美國檢察官、政治人物與民主黨成員。她在2007年取代喬治·查諾斯當選為內華達州總檢察長，擔任此公職至2015年。
由於內華達州憲法規定了終身任期限制，馬斯托在2014年無法競逐總檢察長第三個任期。其後她曾計劃參選2014年內華達州州長選舉，後來當州聯邦參議員哈里·瑞德決定退休時，瑞德支持馬斯托充當其繼任人。
2016年11月8日，她在2016年美國參議院選舉擊敗共和黨的喬·赫克，當選為內華達州資淺參議員。她是美國參議院中的第一位女性拉丁美洲裔參議員。

## 外部連結
- 官方网站

| 司法职务                  | 司法职务                                                    | 司法职务                 |
| ------------------------- | ----------------------------------------------------------- | ------------------------ |
| 前任者： 喬治·查諾斯      | 內華達州總檢察長 2007年－2015年                             | 繼任者： 亞當·拉克索爾特 |
| 政党职务                  |                                                             |                          |
| 前任者： 哈里·瑞德        | 美國參議員內華達州民主黨被提名人 （第3類） 2016年、2022年   | 最新的                   |
| 美国参议院                |                                                             |                          |
| 前任者： 迈克·约翰斯      | 內華達州第3類參議員 2017年－ 與狄恩·海勒、傑基·罗森同時在任 | 現任                     |
| 美國排位名單              |                                                             |                          |
| 前任者： 約翰·尼利·甘迺迪 | 美國參議員資歷 第71位                                       | 繼任者： 蒂娜·史密斯     |